# 1962年南アフリカグランプリ
1962年南アフリカグランプリ (1962 South African Grand Prix) は、 1962年のF1世界選手権第9戦(最終戦)として、1962年12月29日にプリンス・ジョージ・サーキットで開催された。
レースは82周で行われ、BRMのグラハム・ヒルが優勝し、初のドライバーズチャンピオンを獲得した。ブルース・マクラーレンとトニー・マグスのクーパー勢が2位、3位となった。

## レース概要
ドライバーズランキング首位のグラハム・ヒルは、ジム・クラークに9ポイント差を付けて最終戦を迎えた。本年の有効ポイント制はベスト5戦のため、クラークは優勝すればヒルの結果に関係なく逆転でチャンピオンが決まる。
クラークはポールポジションを獲得し、レース終盤まで首位を走行していたが、残り20周でオイル漏れを起こしてリタイアとなり、チャンピオンはヒルとBRMのものとなった。ロータスは弱点だった信頼性の問題に最後まで泣かされた。クラークに代わって首位に浮上したヒルは4勝目を挙げ、初のドライバーズチャンピオン獲得に自ら華を添えるとともに、結果的に唯一となるコンストラクターズチャンピオンをBRMにもたらした。
2位のブルース・マクラーレンはモナコGPの優勝を含む入賞7回をマークし、ヒルとクラークに続くランキング3位をせしめた。マクラーレンのチームメイトで地元出身のトニー・マグスは3位表彰台を獲得した。ジャック・ブラバムは4位に入賞し、ブラバムは2戦連続入賞で光明を見出した。フェラーリは前戦アメリカGPに続いて欠場し、前年のコンストラクターズチャンピオンは未勝利のままランキング6位に沈み、11月初頭に行われた非選手権レースのメキシコGPで地元メキシコ出身のリカルド・ロドリゲス(フェラーリは欠場したため、ロブ・ウォーカー・レーシングチームからロータスで出走)が予選中の事故により20歳で亡くなるなど散々な一年となった。ポルシェも本レースを欠場し、フランスGPの1勝のみを記録に留め、ワークス参戦開始からわずか2年でF1から撤退した。
南アフリカGPが初めてF1世界選手権の一戦となったことで、地元南アフリカや隣国のローデシア・ニヤサランド連邦出身のドライバー(ネビル・レデール、ジョン・ラブ、ブルース・ジョンストン、アーニー・ピーターズ、ダグ・セルリエ、マイク・ハリス)とコンストラクターのLDSがF1デビューを遂げた。このうち、レデールは唯一のF1出走で6位入賞を果たしている。

## エントリーリスト
| チーム                                     | No. | ドライバー                       | コンストラクター | シャシー | エンジン                            |
| ------------------------------------------ | --- | -------------------------------- | ---------------- | -------- | ----------------------------------- |
| チーム・ロータス                           | 1   | ジム・クラーク                   | ロータス         | 25       | クライマックス FWMV 1.5L V8         |
| チーム・ロータス                           | 2   | トレバー・テイラー               | ロータス         | 25       | クライマックス FWMV 1.5L V8         |
| オーウェン・レーシング・オーガニゼーション | 3   | グラハム・ヒル                   | BRM              | P57      | BRM P56 1.5L V8                     |
| オーウェン・レーシング・オーガニゼーション | 4   | リッチー・ギンサー               | BRM              | P57      | BRM P56 1.5L V8                     |
| ブルース・ジョンストン                     | 5   | ブルース・ジョンストン           | BRM              | P48/57   | BRM P56 1.5L V8                     |
| ヨーマン・クレジット・レーシングチーム     | 6   | ジョン・サーティース             | ローラ           | Mk4      | クライマックス FWMV 1.5L V8         |
| ヨーマン・クレジット・レーシングチーム     | 7   | ロイ・サルヴァドーリ             | ローラ           | Mk4      | クライマックス FWMV 1.5L V8         |
| クーパー・カー・カンパニー                 | 8   | ブルース・マクラーレン           | クーパー         | T60      | クライマックス FWMV 1.5L V8         |
| クーパー・カー・カンパニー                 | 9   | トニー・マグス                   | クーパー         | T60      | クライマックス FWMV 1.5L V8         |
| ブラバム・レーシング・オーガニゼーション   | 10  | ジャック・ブラバム               | ブラバム         | BT3      | クライマックス FWMV 1.5L V8         |
| UDT・レイストール・レーシングチーム        | 11  | イネス・アイルランド             | ロータス         | 24       | クライマックス FWMV 1.5L V8         |
| ロブ・ウォーカー・レーシングチーム         | 12  | ゲイリー・ホッキング 1           | ロータス         | 24       | クライマックス FWMV 1.5L V8         |
| アーニー・ピーターズ                       | 14  | アーニー・ピーターズ             | ロータス         | 21       | クライマックス FPF 1.5L L4          |
| エキュリー・マールスベルゲン               | 15  | カレル・ゴダン・ド・ボーフォール | ポルシェ         | 718      | ポルシェ 547/3 1.5L F4              |
| シド・ヴァン・デル・フィファー             | 16  | シド・ヴァン・デル・フィファー 2 | ロータス         | 24       | クライマックス FWMV 1.5L V8         |
| エメリソン・カーズ                         | 17  | トニー・セッテンバー 3           | エメリソン       | 61       | クライマックス FPF 1.5L L4          |
| ジョン・ラヴ                               | 18  | ジョン・ラヴ                     | クーパー         | T55      | クライマックス FPF 1.5L L4          |
| RHH パーネル                               | 19  | サム・ティングル 4               | ロータス         | 18       | クライマックス FPF 1.5L L4          |
| ネビル・レデール                           | 20  | ネビル・レデール                 | ロータス         | 21       | クライマックス FPF 1.5L L4          |
| オテレ・ヌッチ                             | 21  | ダグ・セルリエ                   | LDS              | Mk1      | アルファロメオ ジュリエッタ 1.5L L4 |
| マイク・ハリス                             | 22  | マイク・ハリス                   | クーパー         | T53      | アルファロメオ ジュリエッタ 1.5L L4 |
| ソース:                                    |     |                                  |                  |          |                                     |

追記
- タイヤは全車ダンロップ
- ^1 - ホッキングは前週に行われた非選手権レースのナタールGP（英語版）に向けての練習走行で事故死(詳細は「ゲイリー・ホッキング#4輪レース転向と事故死」を参照)
- ^2 - マシンが準備できず
- ^3 - エントリーしたが出場せず
- ^4 - 他のレースに出場するため欠場

## 結果

### 予選
| 順位    | No. | ドライバー                       | コンストラクター        | タイム  | 差   | グリッド |
| ------- | --- | -------------------------------- | ----------------------- | ------- | ---- | -------- |
| 1       | 1   | ジム・クラーク                   | ロータス-クライマックス | 1:29.3  | —    | 1        |
| 2       | 3   | グラハム・ヒル                   | BRM                     | 1:29.6  | +0.3 | 2        |
| 3       | 10  | ジャック・ブラバム               | ブラバム-クライマックス | 1:31.0  | +1.7 | 3        |
| 4       | 11  | イネス・アイルランド             | ロータス-クライマックス | 1:31.1  | +1.8 | 4        |
| 5       | 6   | ジョン・サーティース             | ローラ-クライマックス   | 1:31.5  | +2.2 | 5        |
| 6       | 9   | トニー・マグス                   | クーパー-クライマックス | 1:31.7  | +2.4 | 6        |
| 7       | 4   | リッチー・ギンサー               | BRM                     | 1:31.7  | +2.4 | 7        |
| 8       | 8   | ブルース・マクラーレン           | クーパー-クライマックス | 1:31.7  | +2.4 | 8        |
| 9       | 2   | トレバー・テイラー               | ロータス-クライマックス | 1:32.6  | +3.3 | 9        |
| 10      | 20  | ネビル・レデール                 | ロータス-クライマックス | 1:33.6  | +4.3 | 10       |
| 11      | 7   | ロイ・サルヴァドーリ             | ローラ-クライマックス   | 1:35.4  | +6.1 | 11       |
| 12      | 18  | ジョン・ラブ                     | クーパー-クライマックス | 1:36.4  | +7.1 | 12       |
| 13      | 14  | アーニー・ピーターズ             | ロータス-クライマックス | 1:36.8  | +7.5 | 13       |
| 14      | 21  | ダグ・セルリエ                   | LDS-アルファロメオ      | 1:36.8  | +7.5 | 14       |
| 15      | 22  | マイク・ハリス                   | クーパー-アルファロメオ | 1:39.1  | +9.8 | 15       |
| 16      | 15  | カレル・ゴダン・ド・ボーフォール | ポルシェ                | 1:39.2  | +9.9 | 16       |
| 17      | 5   | ブルース・ジョンストン           | BRM                     | No Time |      | 17       |
| ソース: |     |                                  |                         |         |      |          |

### 決勝
| 順位    | No. | ドライバー                       | コンストラクター        | 周回数 | タイム/リタイア原因 | グリッド | ポイント |
| ------- | --- | -------------------------------- | ----------------------- | ------ | ------------------- | -------- | -------- |
| 1       | 3   | グラハム・ヒル                   | BRM                     | 82     | 2:08:03.3           | 2        | 9        |
| 2       | 8   | ブルース・マクラーレン           | クーパー-クライマックス | 82     | +49.8               | 8        | 6        |
| 3       | 9   | トニー・マグス                   | クーパー-クライマックス | 82     | +50.3               | 6        | 4        |
| 4       | 10  | ジャック・ブラバム               | ブラバム-クライマックス | 82     | +53.8               | 3        | 3        |
| 5       | 11  | イネス・アイルランド             | ロータス-クライマックス | 81     | +1 Lap              | 4        | 2        |
| 6       | 20  | ネビル・レデール                 | ロータス-クライマックス | 78     | +4 Laps             | 10       | 1        |
| 7       | 4   | リッチー・ギンサー               | BRM                     | 78     | +4 Laps             | 7        |          |
| 8       | 18  | ジョン・ラブ                     | クーパー-クライマックス | 78     | +4 Laps             | 12       |          |
| 9       | 5   | ブルース・ジョンストン           | BRM                     | 76     | +6 Laps             | 17       |          |
| 10      | 14  | アーニー・ピーターズ             | ロータス-クライマックス | 71     | +11 Laps            | 13       |          |
| 11      | 15  | カレル・ゴダン・ド・ボーフォール | ポルシェ                | 70     | 燃料システム        | 16       |          |
| Ret     | 1   | ジム・クラーク                   | ロータス-クライマックス | 62     | オイル漏れ          | 1        |          |
| Ret     | 21  | ダグ・セルリエ                   | LDS-アルファロメオ      | 62     | ラジエーター        | 14       |          |
| Ret     | 7   | ロイ・サルヴァドーリ             | ローラ-クライマックス   | 56     | 燃料漏れ            | 11       |          |
| Ret     | 22  | マイク・ハリス                   | クーパー-アルファロメオ | 31     | ホイールベアリング  | 15       |          |
| Ret     | 6   | ジョン・サーティース             | ローラ-クライマックス   | 26     | エンジン            | 5        |          |
| Ret     | 2   | トレバー・テイラー               | ロータス-クライマックス | 11     | ギアボックス        | 9        |          |
| ソース: |     |                                  |                         |        |                     |          |          |

ラップリーダー
- 1-62=ジム・クラーク、63-82=グラハム・ヒル

## ランキング
|  | 順位 | ドライバー             | ポイント |
|  | ---- | ---------------------- | -------- |
|  | 1    | グラハム・ヒル         | 42 (52)  |
|  | 2    | ジム・クラーク         | 30       |
|  | 3    | ブルース・マクラーレン | 27 (32)  |
|  | 4    | ジョン・サーティース   | 19       |
|  | 5    | ダン・ガーニー         | 15       |

|  | 順位 | コンストラクター        | ポイント |
|  | ---- | ----------------------- | -------- |
|  | 1    | BRM                     | 42 (56)  |
|  | 2    | ロータス-クライマックス | 36 (38)  |
|  | 3    | クーパー-クライマックス | 29 (37)  |
|  | 4    | ローラ-クライマックス   | 19       |
|  | 5    | ポルシェ                | 18 (19)  |

- 注:  トップ5のみ表示。ベスト5戦のみがカウントされる。ポイントは有効ポイント、括弧内は総獲得ポイント。